# Rarécourt
Rarécourt é uma comuna francesa na região administrativa de Grande Leste, no departamento de Meuse. Estende-se por uma área de 15,41 km². Em 2010 a comuna tinha 230 habitantes (densidade: 14,9 hab./km²).